# تبر طلایی
تبر طلایی یا گُلدِن اَکس (انگلیسی: Golden Axe) یک بازی ویدئویی آرکید در سبک بیت ام آپ با زاویهٔ دید از نمای پهلو-پیمایش است که توسط سگا در سال ۱۹۸۹، نخستین بار برای دستگاه آرکید دارای سخت‌افزار سیستم ۱۶-بی سگا منتشر شد. تبر طلایی در زمان انتشارش، با واکنش‌های خوبی از سوی منتقدان همراه بود و بعدها برای بسیاری از سیستم‌های خانگی همچون کنسول‌های خود شرکت سگا مگا درایو/جنسیس و مستر سیستم و دیگر پلت‌فرم‌ها شامل اسپکتروم، داس، آمیگا، واندرسوآن، آتاری اس‌تی، کمودور ۶۴، آمستراد سی‌پی‌سی، توربوگراف‌اکس-۱۶، و شبکه پلی‌استیشن منتشر شده‌است.

## روند بازی
پیشرفت در این بازی با مبارزه با افراد زیر دست Death Adder، از جمله مردانی مجهز به چماق و گرز، جنگجویان اسکلتی و شوالیه‌هاانجام می‌شود. بازیکنان می‌توانند با استفاده از سلاح خود، پرش و اجرای جادوهایی که به همه دشمنان روی صفحه آسیب می‌رساند حمله کنند. نیروی این جادو به تعداد خطوط یا میله قدرت جادویی که در حال حاضر موجود است بستگی دارد. میله‌ها با جمع‌آوری «معجون جادویی آبی» که با ضربه زدن به پری‌های کوچکی که سپس معجون را رها می‌کنند، جمع می‌شوند. این پری‌های کوچک در طول مراحل معمولی بازی یا در طی مراحل جایزه ظاهر می‌شوند. جنگجوی مرد قادر به اجرای جادوی زمین است، گلیوس کوتوله طلسم رعد و برق اجرا می‌کند و تیریس، زن مبارز از جادوی آتش استفاده می‌کند. هر شخصیت دارای تعداد مختلفی از حداکثر میله‌های جادویی و دامنه‌های مختلف حمله می‌باشند.

## داستان
این بازی در سرزمین داستانی یوریا، به سبک خیال‌پردازی حماسی کونان بربر در دنیای قرون وسطایی روایت می‌شود. موجودی شرور معروف به دث آدر، پادشاه و دخترش را اسیر کرده و آن‌ها را در قلعه خود اسیر کرده است. او همچنین تبر طلایی، نماد جادویی یوریا را پیدا می‌کند و تهدید می‌کند که هم تبر و هم خانواده سلطنتی را از بین خواهد برد، مگر اینکه مردم یوریا او را به عنوان حاکم خود بپذیرند. سه جنگجو در تلاش برای نجات یوریا و انتقام از تلفات آن‌ها به دستدث آدر بودند. نخستین جنگجو جیلیوس تاندرهد، کوتوله تبر جنگی بدست از معدن Wolud است، که برادر دوقلویش توسط سربازان دث آدر کشته شده‌است. دیگری یک بربر مرد به نام اکس باتلر است، که با استفاده از یک شمشیر دو دستی، به دنبال انتقام از قتل مادرش است. آخرین نفر، تیریس فلر یک آمازون دارای سلاح درازشمشیر است که والدینش هر دو توسط دث آدر کشته شدند.
رزمندگان ساکنان روستای لاک پشت لاجورد را که معلوم است در پوسته یک لاک پشت غول پیکر واقع شده است، نجات می‌دهند. لاک پشت شخصیت‌ها را از کنار دریا می‌گیرد و آن‌ها سپس در پشت یک عقاب غول پیکر به سمت قلعه خود پرواز می‌کنند. هنگامی که در قلعه هستند، دث آدر را که دارای تبر طلایی است، شکست می‌دهند و زمین را نجات می‌دهند. در نسخه‌های مگا درایو/جنسیس و رایانه‌های شخصی و همچنین در درگاه‌های دیگر، شخصیت‌ها همچنین با مربی دث آدر، Death Bringer، به عنوان رئیس نهایی واقعی نبرد می‌کنند. پس از نبرد نهایی، جنگجویان یک تبر طلایی جادویی دریافت می‌کنند که بازیکن را با جاودانگی آغشته می‌کند.

## نوشتارهای مرتبط
- تبر طلایی ۲
- تبر طلایی ۳
- شورش در شهر - یک مجموعه بازی مشابه